# Vas Gergely
Vas Gergely, elsősorban külföldön: Gregory Iron (Budapest, ? –) magyar fotográfus.

## Életpálya
Születésétől fogva budapesti. Műszaki iskolát végzett. Egy elektronikai cikkek forgalmazására szakosodott áruháznál dolgozott informatikai és kereskedelmi területen, így miután a 2000-es években Magyarországra is berobbant a digitális fotózás, minden gépet a kezébe vehetett és kipróbálhatott.
2008 óta foglalkozik elsősorban fotózással. Fő profilja az esküvő-, a rendezvény- és a portfóliófotózás – de saját bevallása szerint embereket csak nagyon megválogatva –, ezek mellett pedig leginkább természet, utazás és város témájú képeket fotóz. Többek között Szeretlek Magyarország magyar portál, illetve tudományos (National Geographic Magyarország), esküvői, életmód és glossy magazinok is rendszeresen közölik tematikus fotóit.
Hivatásos fotós karrierjének kezdete óta rendszeresen fotóz Máltán. Együttműködésben áll a Máltai Turisztikai Hivatallal, aminek promóciós tevékenységében 2017 óta aktív szerepet vállal.
Hobbija az utazás.

## Kiállításai
Egyéni
- Málta képekben
2010 Budaörsi Polgármesteri Hivatal[4]
2010 Zászlómúzeum[5][6]
2015 Tropicarium[7]
- Nobody Nowhere
2015 ArtBázis Összművészeti Műhely[8]
2015 FUGA Budapesti Építészeti Központ[9]

Csoportos
- Hungexpo
Őszi Esküvő Kiállítás 2015 – Máltai Idegenforgalmi Hivatal (Stand: 303)[10][11]
Esküvő Kiállítás 2016 – Máltai Idegenforgalmi Hivatal (Stand: B/37)[12][13]